# Йемен на Паралимпийских играх
Йемен на Паралимпийских играх впервые принял участие в 1992 году на летних Играх в Барселоне, после чего в Играх не участвовал до летних Игр 2020 года. На зимних Играх Йемен участия пока не принимал. Медалей на Играх команды Йемена пока не завоевали.